# جيرزي فيرنر
جيرزي فيرنر (بالبولندية: Jerzy Werner)‏ هو مهندس بولندي، ولد في 22 أبريل 1909 في كروسنو ‏ في بولندا، وتوفي في 8 أكتوبر 1977 في وودج في بولندا.